# Elymus caninus
Elymus caninus là một loài thực vật có hoa trong họ Hòa thảo. Loài này được (L.) L. mô tả khoa học đầu tiên năm 1755.

## Hình ảnh

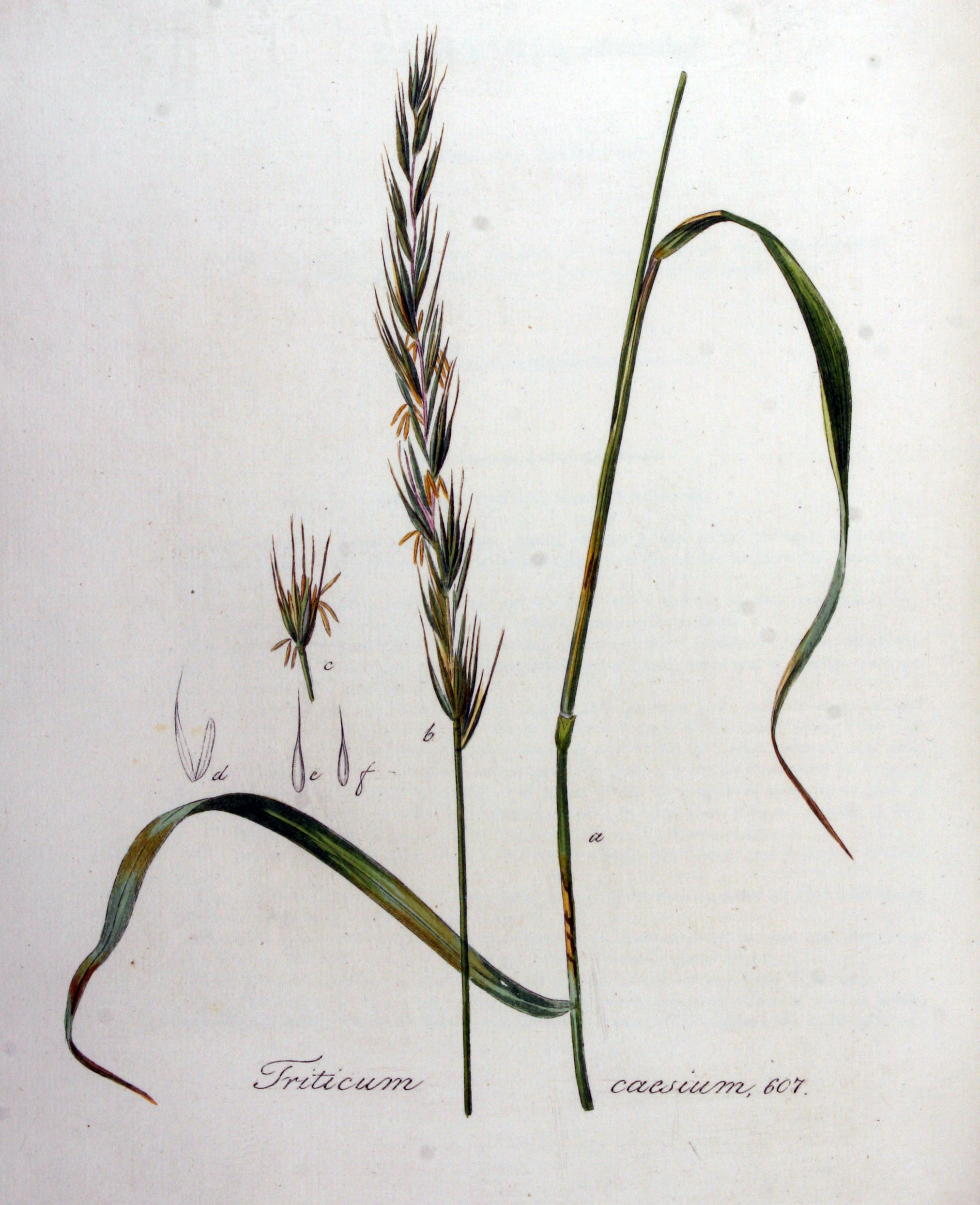
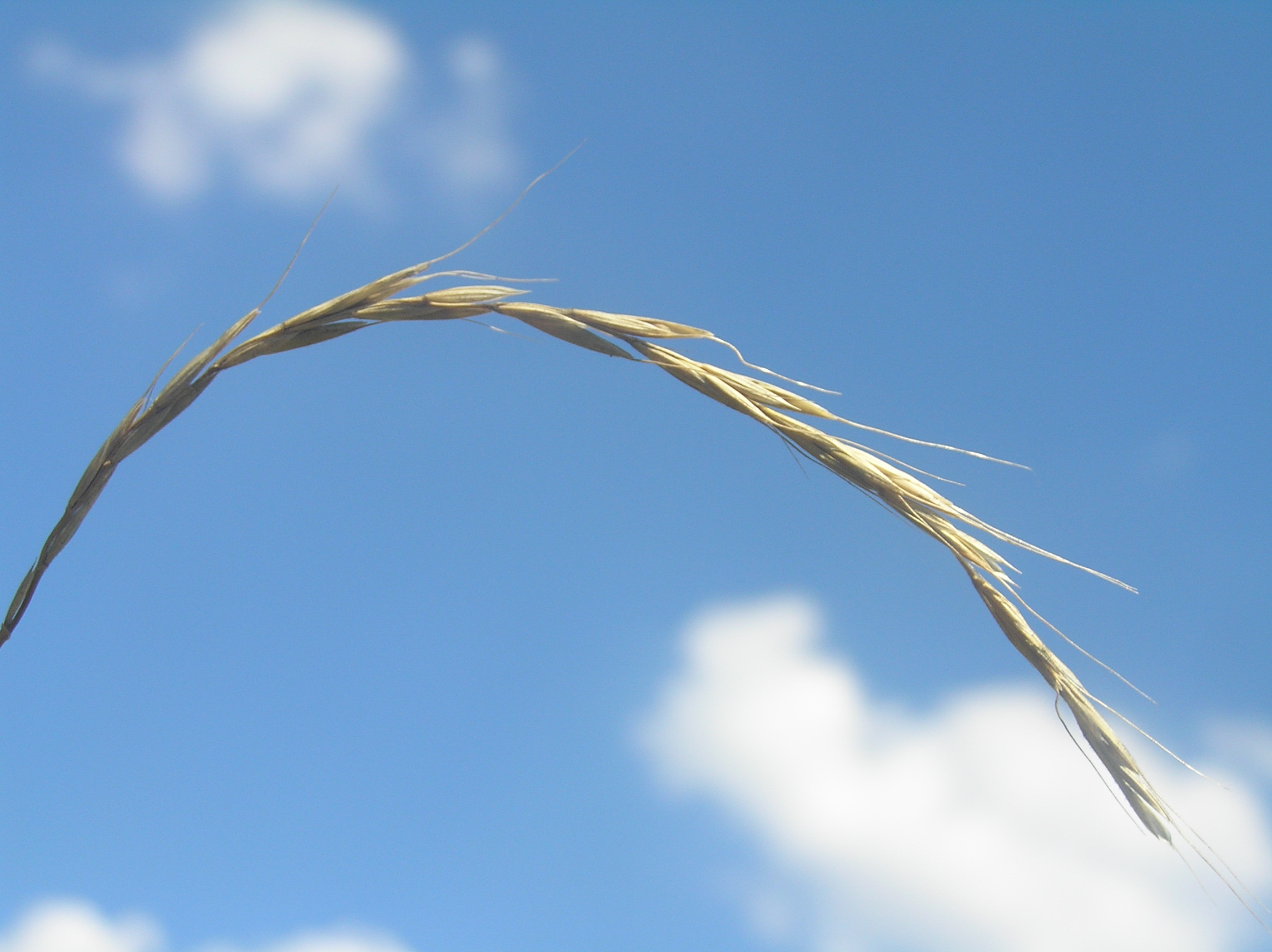
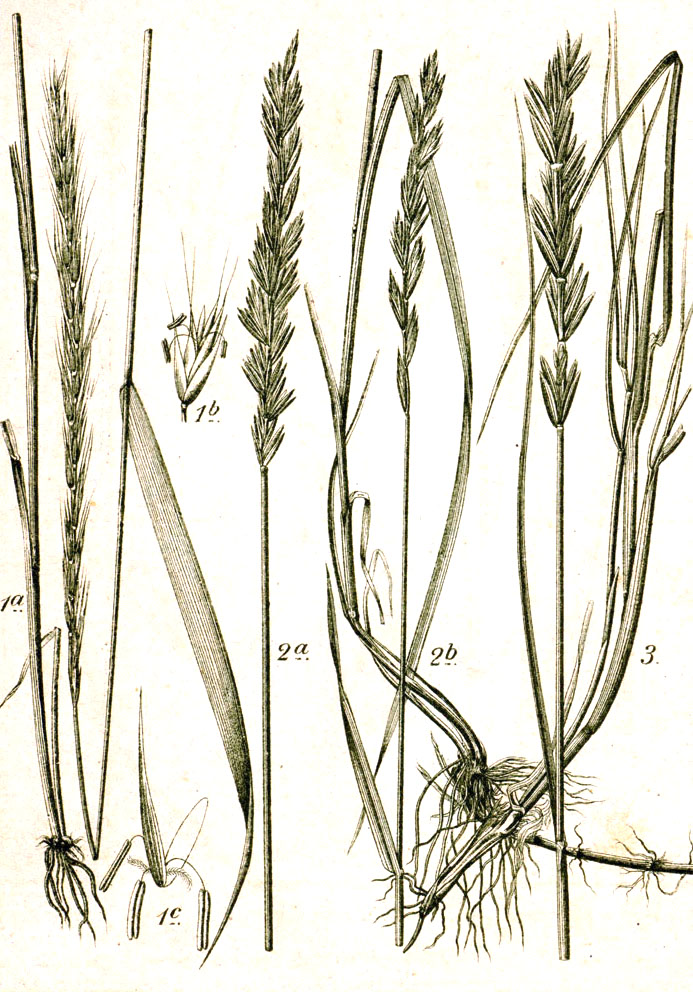